# Ferdinand Lucke
Ferdinand Lucke (* 21. Januar 1802 in Milow; † nach 1870) war Domänenpächter und Mitglied des Reichstags des Norddeutschen Bundes.

## Leben
Lucke war Amtsrat und seit 1831 Domänenpächter in Bleesern.
Von 1867 bis 1871 war er Mitglied des Reichstags des Norddeutschen Bundes und des Zollparlaments für den Wahlkreis Merseburg 2 (Schweinitz, Wittenberg) und die Konservative Partei.